# Kalek
Kalek (německy Kallich) je obec v okrese Chomutov v Ústeckém kraji. Žije zde 254 obyvatel. V samotném Kalku však žije pouze okolo sta lidí, zbytek obývá přilehlé vsi patřící pod Kalek. Obec se nachází v Krušných horách na hranici s Německem.
Kalek vznikl přibližně v polovině 16. století okolo hamru, ve kterém se zpracovávala železná ruda z blízkého okolí. V polovině 18. století došlo k rozvoji zpracování železa a zdejší železárna časem zaměstnávala až 400 pracovníků. Po jejím úpadku bylo zpracování železa nahrazeno výrobou smaltovaného nádobí a dřevěných výrobků. Průmysl z vesnice vymizel až ve druhé polovině 20. století, kdy se počet obyvatel snížil přibližně na desetinu stavu před druhou světovou válkou.
K obci patří části obce Jindřichova Ves a Načetín. V jejích katastrálních územích stávaly také zaniklé vesnice Gabrielina Huť a Kienhaid.

## Název
Název vesnice je odvozen ze slova kalk (vápno), které pochází ze střední horní němčiny, nebo z českého slova kal (louže, kaluž). V historických pramenech se jméno vyskytuje ve tvarech: nad Kalkem (1555), Kholích (1606), Kholich (1622), Kalch, Kalk nebo Kalich (1787) a Kalek a Kallich (1854).

## Historie

### Nejstarší dějiny
První písemná zmínka o Kalku pochází z roku 1555. V té době zde nejspíše stával pouze železný hamr připomínaný roku 1577, ve kterém se zpracovávala železná ruda těžená nejspíše v těsném sousedství. V soupisu chomutovského panství z roku 1594 je Kalek oceněn na 13 564 kop grošů a čtrnáct poddaných, kteří v něm tehdy žili, platilo na dávkách ročně přes 72 kop grošů.
V šestnáctém století se většina obyvatel hlásila k protestantství. Ve druhé polovině šestnáctého století se majitel panství Jiřího Popela z Lobkovic pokoušel o rekatolizaci, ale prvního dosazeného katolického kněze zabili protestanti ze sousedního Rübenau. Časem byla ve vesnici postavena dřevěná kaple, ve které sloužil mše kněz z Boleboře.
Během třicetileté války Kalkem několikrát prošla vojska, která způsobila značné škody. Poprvé se tak stalo roku 1619 při průchodu oddílů generála Mansfelda. Podle Berní ruly z roku 1654 v Kalku žili dva zahradníci a šestnáct chalupníků, z nichž jeden byl mlynářem a další provozoval hospodu a přivydělával si jako forman. Všem obyvatelům dohromady patřilo sedmnáct potahů, 33 krav, osmnáct jalovic a 22 koz. Pole byla neúrodná a hlavními zdroji obživy byl chov dobytka, výroba šindelů a jiného dřevěného zboží.

### Rozvoj průmyslu

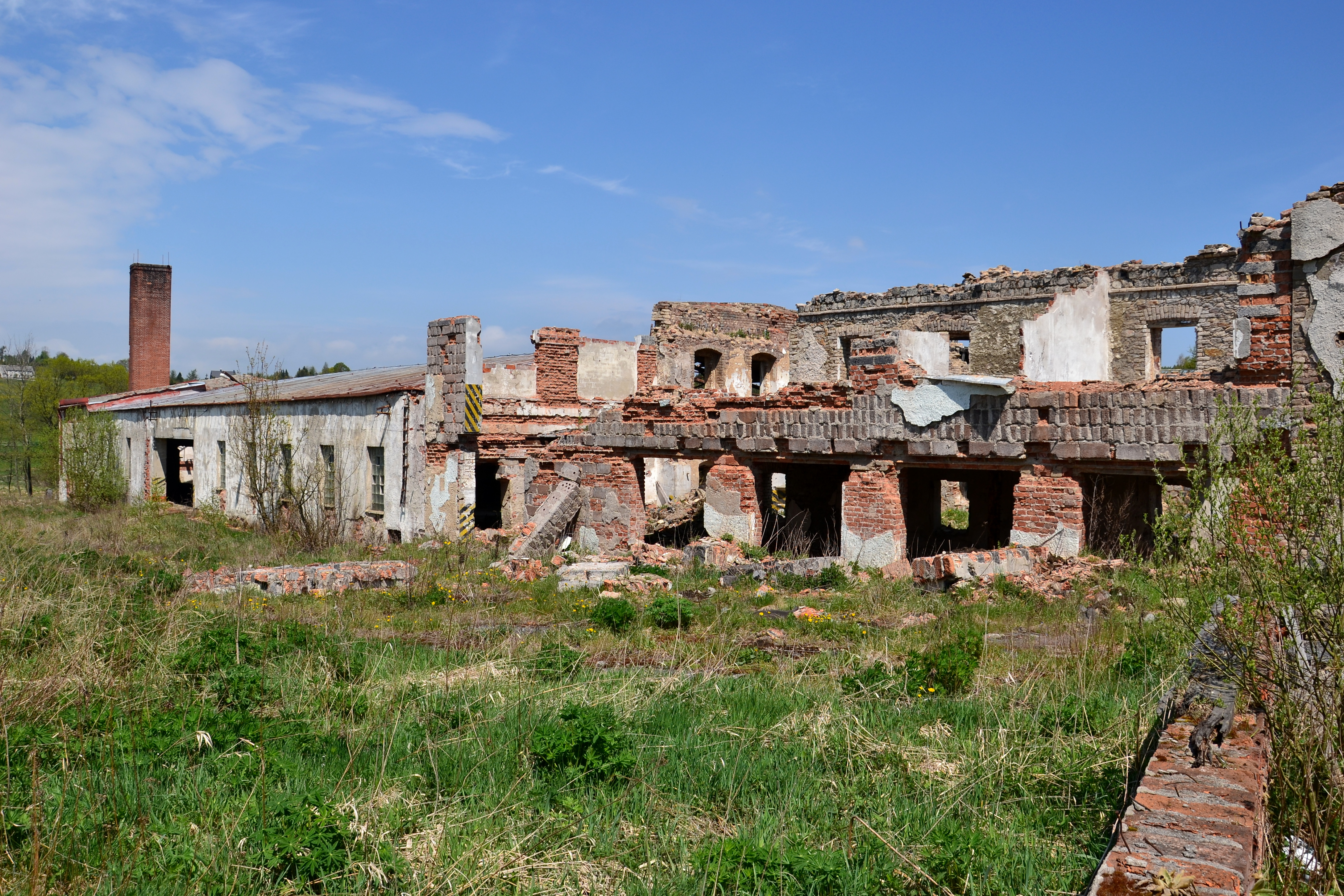
Zřícenina továrny na zpracování dřeva

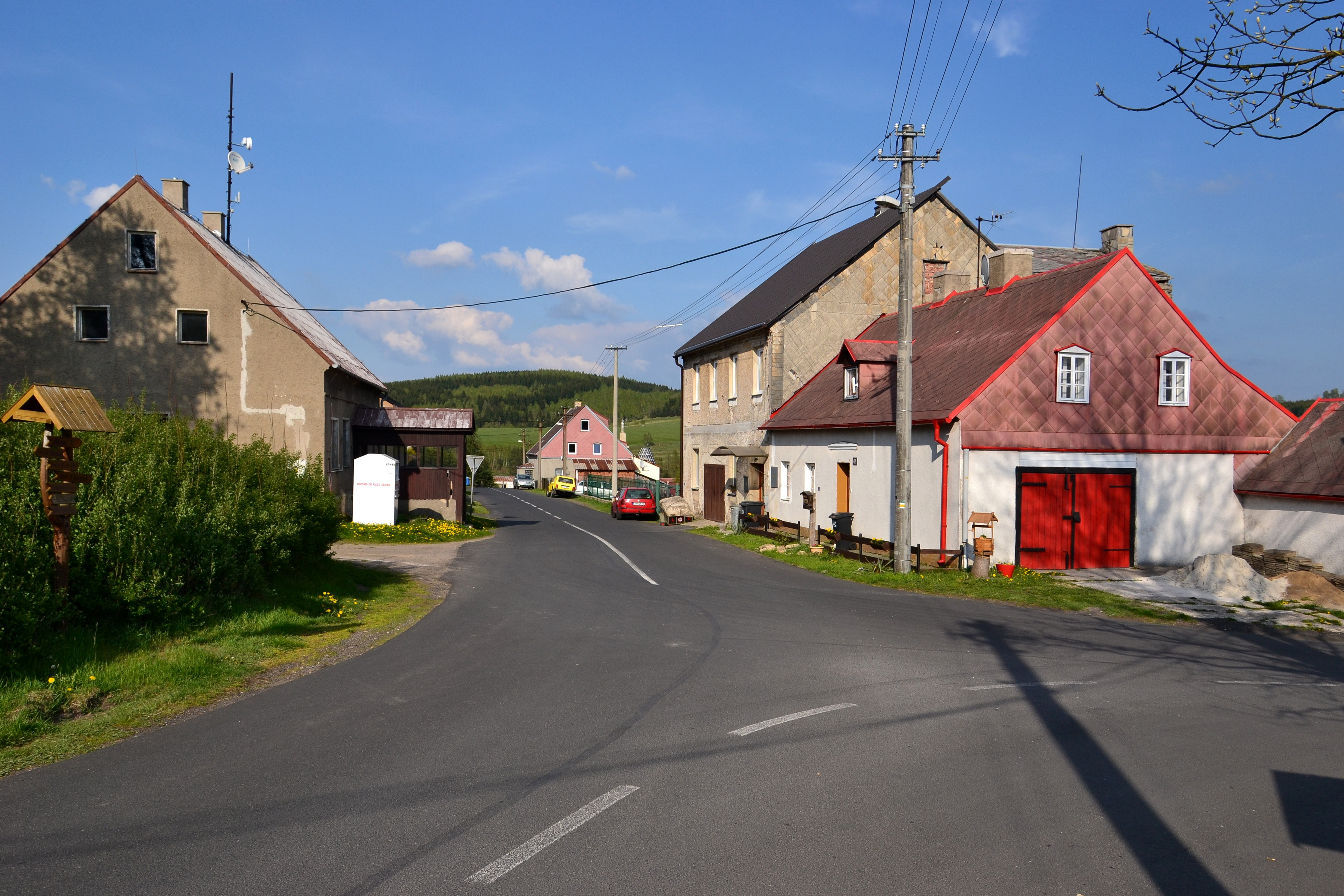
Domy u křižovatky silnic

V polovině osmnáctého století se začal rozvíjet kalecký průmysl. V letech 1748–1753 je uváděn hamr, ve kterém se vyrábělo drobné nářadí. V roce 1749 sem byla z Načetína přestěhována železárna majitele červenohrádeckého panství. Jan A. z Rottenhanu, který koupil panství roku 1771, nechal železárnu podstatně rozšířit. Ve větší míře se výroba rozvinula až v sedmdesátých letech osmnáctého století za Jindřicha z Rottenhanu, ale nedostatek vody vedl majitele k založení pobočného závodu v Gabrielině Huti. V Kalku roku 1878 stály dvě vysoké pece, tři válcovny tyčí a hamr na výrobu nářadí. Přes úspěšný rozvoj podnikání docházelo také k nepříznivým událostem jako v letech 1770 a 1771, kdy zemřelo mnoho lidí hlady nebo na tyfus[nepřesný odkaz].
Později Jindřich František z Rottenhanu v Kalku zavedl výrobu dřevěného zboží. Roku 1784 na jeho pokyn zřídil lesmistr Josef Hain továrnu na výrobu soustruženého dřevěného nádobí. Později ji koupil hrabě Jan Ferdinand z Rottenhanu, který ji nechal rozšířit. Výrobky z továrny byly úspěšně prezentovány na pražské výstavě konané u příležitosti korunovace Leopolda II. Později továrna rozšířila sortiment o hračky a další dřevěné výrobky. S rozvojem konkurence se však továrna, i přes další rozšíření, postupně zadlužila a po smrti tehdejšího majitele Johanna Enzmanna v roce 1841 zanikla. Tovární soustruhy byly rozprodány místním soustružníkům, kteří se dále věnovali domácí výrobě hraček. Kromě nich se v Kalku vyráběly ještě dýhové krabice, dřevitá vlna nebo šachové figurky. Od roku 1885 se hračky vyráběly také v továrně Josefa Nitsche. Ta časem změnila zaměření na domácí nářadí, ale vydržela pracovat až do roku 1948, kdy byla zestátněna. Potom vyráběla až do roku 1965 školní hračky a pomůcky určené k vývozu. V roce 1965 se podnik stal součástí Severočeských státních lesů Teplice a začal vyrábět regály, přepravní bedny, zahradní nábytek apod.
Od roku 1832 ke kalecké železárně patřil také pobočný podnik v Kovářské, odkud byla k urychlení dopravy postavena nová silnice. Železárna v polovině devatenáctého století zaměstnávala okolo 400 pracovníků. Potraviny se dovážely a pečivo se do osmdesátých let peklo v pekárně u železárny. Kromě ní před rokem 1846 ve vesnici fungovaly vápencový lom, čtyři mlýny, hájovna, celnice, zájezdní hostinec a dvě hospody. V roce 1842 byl kalecký provoz rozšířen o cínovnu. V roce 1864 získala železárny hraběnka Isabella Trattmannsdorfová, ale v té době již krušnohorským podnikům silně konkurovaly levnější výrobky železáren v Kladně a Ostravě, a proto byl zdejší provoz v roce 1868 zastaven a závod později koupily chomutovské železárny (Krušnohorská železářská a ocelářská společnost, později Mannesmannovy závody).
V uvolněném areálu zahájil Pavel Netto výrobu smaltovaného nádobí, která se udržela až do doby krátce po roce 1914. Možnou příčinou zániku byla špatná dopravní síť. Řešením měla být výstavba železnice z Vrskmaně do Zeleného Dolu, ale projekt z roku 1908 nebyl uskutečněn. Prázdné budovy byly ve dvacátých letech dvacátého století využity ke zřízení několika podniků, ve kterých se vyrábělo dřevěné kuchyňské náčiní, hračky, nábytek a hřebíky.
Vlastní poštu měl Kalek od roku 1866 a o čtyři roky později byla otevřena také četnická stanice se třemi četníky. Elektřinu vyráběla desítka místních generátorů až do roku 1931, kdy byla vesnice napojena na rozvodnou síť kadaňské elektrárny.

### Dvacáté století

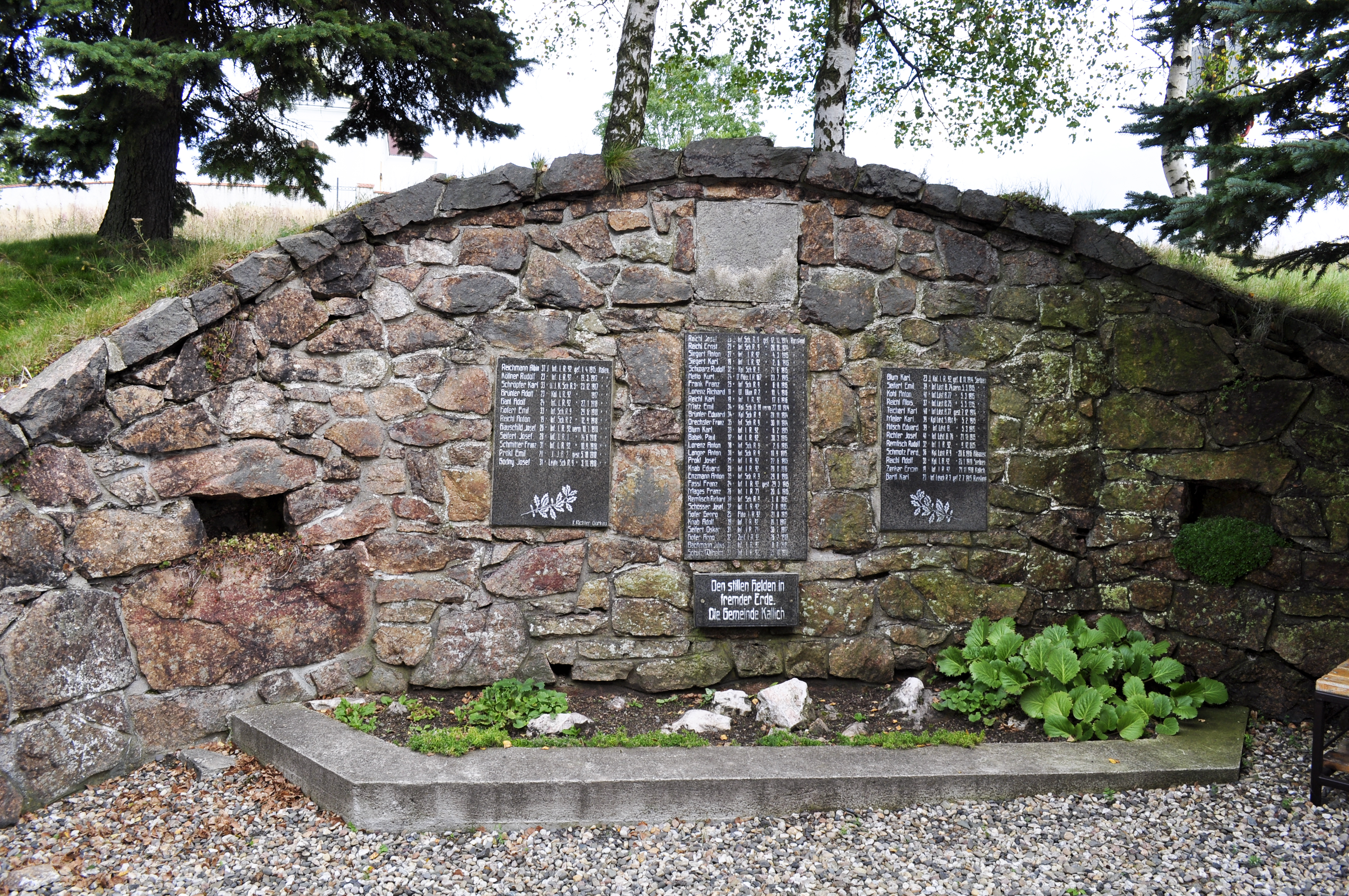
Pomník obětem první světové války

Před druhou světovou válkou byla v Kalku aktivní Sudetoněmecká strana, a docházelo k častým ozbrojeným provokacím. Během války byl v roce 1940 poblíž Malého Háje zřízen zajatecký tábor, ve kterém bylo uvězněno 150 ruských zajatců zaměstnaných kácením stromů a odvozem dřeva. Na konci války byl tábor po osvobození spálen. Od prosince 1944 stály na východním okraji vesnice domy pracovního tábora pro šedesát mužů ze smíšených židovských manželství. Dalších šedesát vězňů z řad pražských živnostníků a inteligence bylo ubytováno ve dvou hostincích. Všichni pracovali v lese.
Po skončení války se výrazně snížil počet obyvatel. Zdejší pila musela být na čas uzavřena, protože nebylo dost lidí, kteří by v ní mohli pracovat. V roce 1957 bylo obnoveno zdravotní středisko, do kterého dojížděl lékař z Hory Svatého Šebestiána. O deset let později byl postaven vodovod. Postupně skončilo soustružnické zpracování dřeva, ale poslední dílna ukončila provoz až na konci osmdesátých let.

## Přírodní poměry

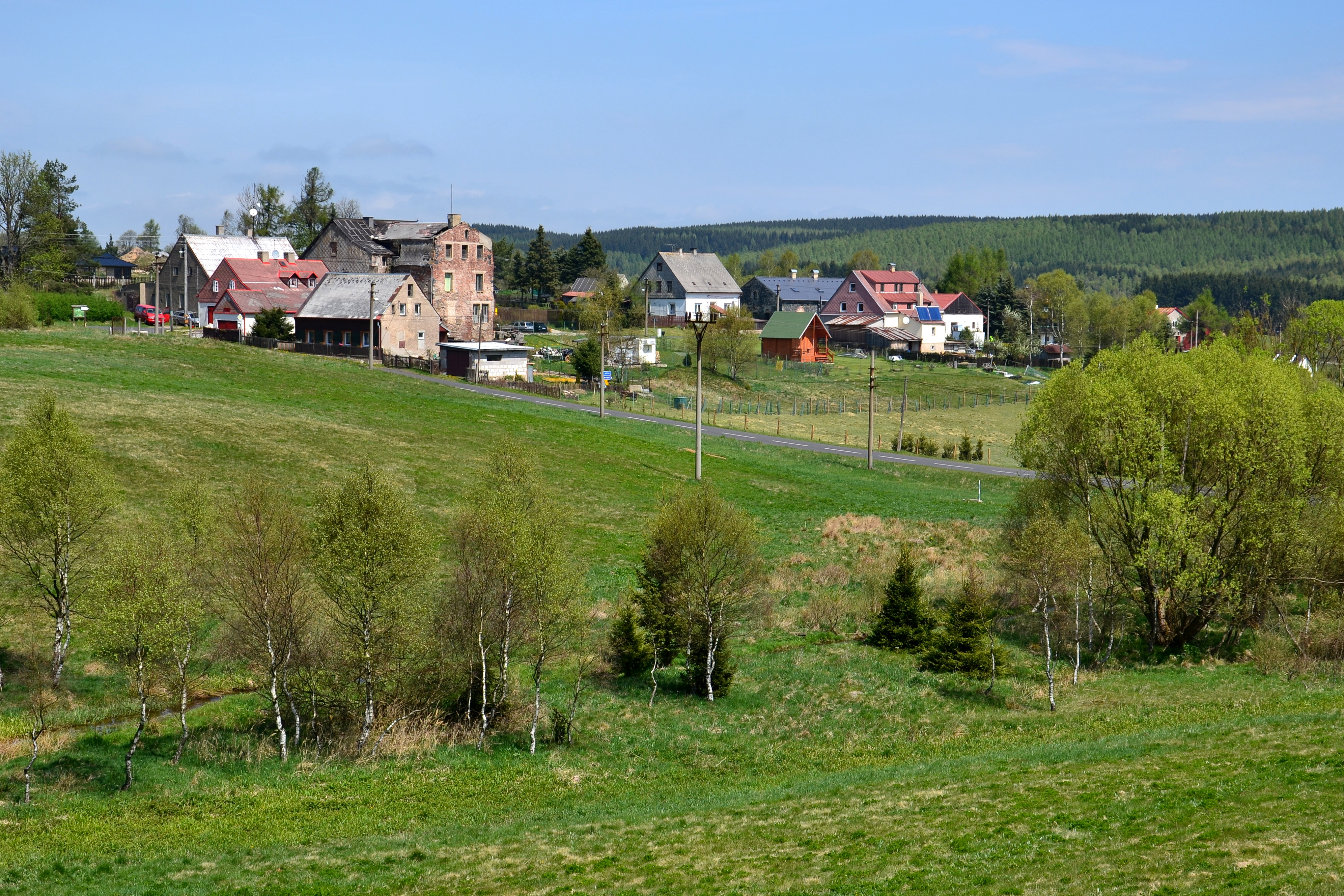
Střední část vesnice z jihu

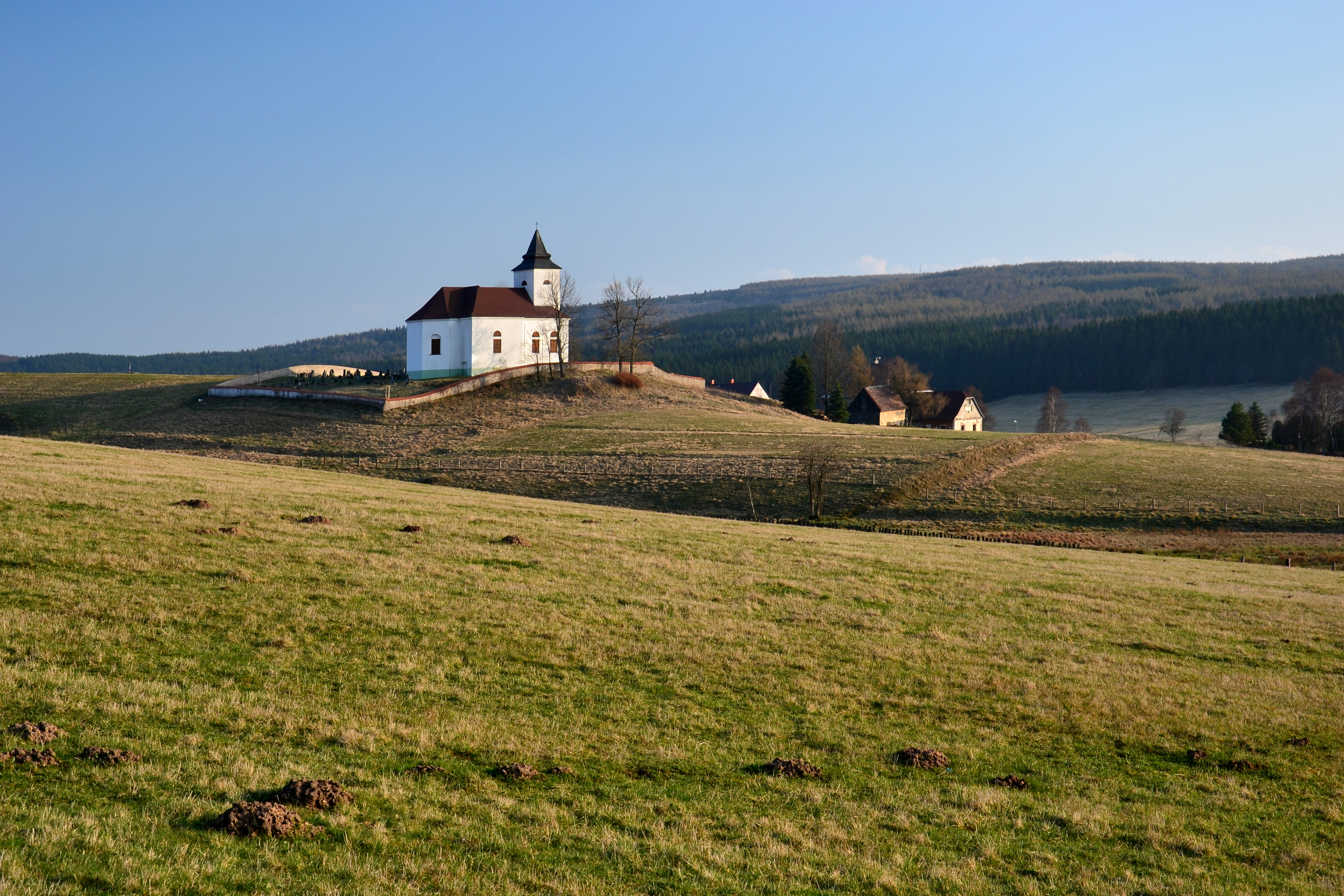
Kostel svatého Václava ze severu

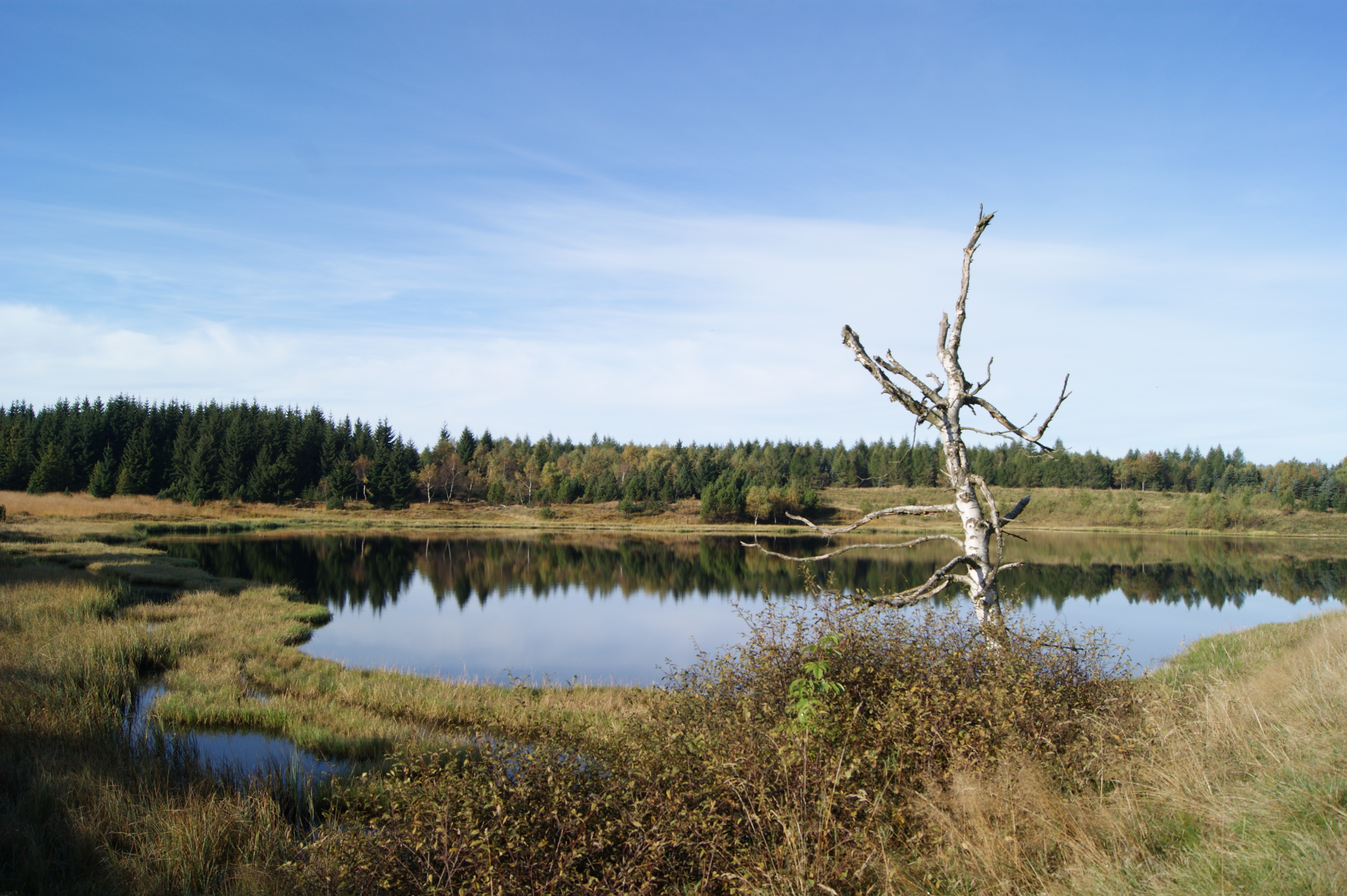
Volárenský rybník

Kalek stojí asi patnáct kilometrů severozápadně od Chomutova u státní hranice s Německem v katastrálním území Kalek o rozloze 14,15 km². K části obce patří ještě katastrální území Gabrielina Huť s rozlohou 11,93 km². Celková výměra obce, ke které patří ještě katastrální území Načetín a Načetín u Kalku, dosahuje 48,66 km². Sousedními obcemi jsou Brandov na severovýchodě, Hora Svaté Kateřiny na východě, Boleboř na jihovýchodě, Blatno na jihu a Hora Svatého Šebestiána na západě. Hranici území na východě tvoří většinou Telčský potok.
Většinu celkové rozlohy obce v roce 2016 pokrývala nezemědělská půda. Dominantní složkou jsou lesy (4 471 hektarů). Vodní plochy zaujímají pouze 27 hektarů a na ostatní plochy připadá asi 116 hektarů. Naprostou většinu zemědělské půdy představují trvalé travní porosty s rozlohou 251 hektarů. Koeficient ekologické stability byl 40,79 (podle dat z roku 2015), což území řadí mezi přírodě blízké oblasti s převahou ekologicky stabilních struktur a nízkým využitím krajiny člověkem.
Geologické podloží katastrálních území Kalek a Gabrielina Huť tvoří zejména předvariské intruzivní horniny a horniny neznámého stáří, které jsou často deformované a metamorfované. Zastupují je různé druhy metagranitů až metagranodioritů a ortoruly. V některých místech se objevují také prekambrické horniny zastoupené dvojslídnými a biotitickými rulami. Na jihozápadním okraji vesnice se nachází opuštěný vápencový lom. Vápenec zde v nadloží přechází do erlanu, nad kterým se nacházejí ruly. Zdejší surovina se používala při hutnění železných rud z okolí. Železorudné žíly se vyskytují v návrší, na kterém stojí kostel svatého Václava.
V geomorfologickém členění Česka oblast leží v geomorfologickém celku Krušné hory, podcelku Loučenská hornatina a okrsku Rudolická hornatina. Nejvyšší bod se nachází asi sto metrů severně od vrcholu Kamenné hůrky a dosahuje nadmořské výšky okolo 870 metrů. Nejnižší bod je u Načetínského potoka severovýchodně od bývalé Gabrieliny Huti ve výšce asi 540 metrů. Zástavba samotné vesnice je rozptýlená ve výškách od 670 do 740 metrů.
Z půdních typů převažuje podzol kambický, ale v oblasti jižně od Volárenského rybníka se vyskytuje také rašelina. Mocnost rašeliny v tzv. Volárenském rašeliništi dosahuje až 5,5 metrů. Rašeliniště je porostlé borovicí klečí a v jeho východní části vznikají drobná rašelinná jezírka. Větší vodní plochy jsou pouze rybník na jihozápadním okraji Kalku a Volárenský rybník na západním svahu vrchu Strážce. Název Volárna odkazuje na letní výkrm skotu, který zde byl zaveden v průběhu devatenáctého století. V severovýchodní části území se nad soutokem Telčského a Načetínského potoka nachází přírodní rezervace Buky a javory v Gabrielce.

## Obyvatelstvo
Při sčítání lidu v roce 1921 zde žilo 769 obyvatel (z toho 417 mužů), z nichž bylo osm Čechoslováků, 749 Němců a dvanáct cizinců. S výjimkou šestnácti evangelíků byli římskými katolíky. Podle sčítání lidu z roku 1930 měla vesnice 772 obyvatel: dvacet Čechoslováků, 738 Němců a čtrnáct cizinců. Dva byli bez vyznání, tři lidé se hlásili k církvi československé, osmnáct k evangelickým církvím a ostatní byli římští katolíci.
| | 1869  | 1880  | 1890  | 1900  | 1910  | 1921 | 1930 | 1950 | 1961 | 1970 | 1980 | 1991 | 2001 | 2011 | 2021 |
| --- | ----- | ----- | ----- | ----- | ----- | ---- | ---- | ---- | ---- | ---- | ---- | ---- | ---- | ---- | ---- |
| Obyvatelé | 1 219 | 1 207 | 1 180 | 1 196 | 1 170 | 910  | 923  | 132  | 141  | 120  | 87   | 76   | 78   | 89   | 102  |
| Domy | 122   | 129   | 132   | 135   | 147   | 139  | 139  | 142  | 66   | 36   | 26   | 23   | 36   | 32   | 47   |
| Tabulka zahrnuje údaje ze zaniklé vesnice Gabrielina Huť a data z roku 1961 zahrnují i domy z místních částí Jindřichova Ves a Načetín. |       |       |       |       |       |      |      |      |      |      |      |      |      |      |      |

## Obecní správa

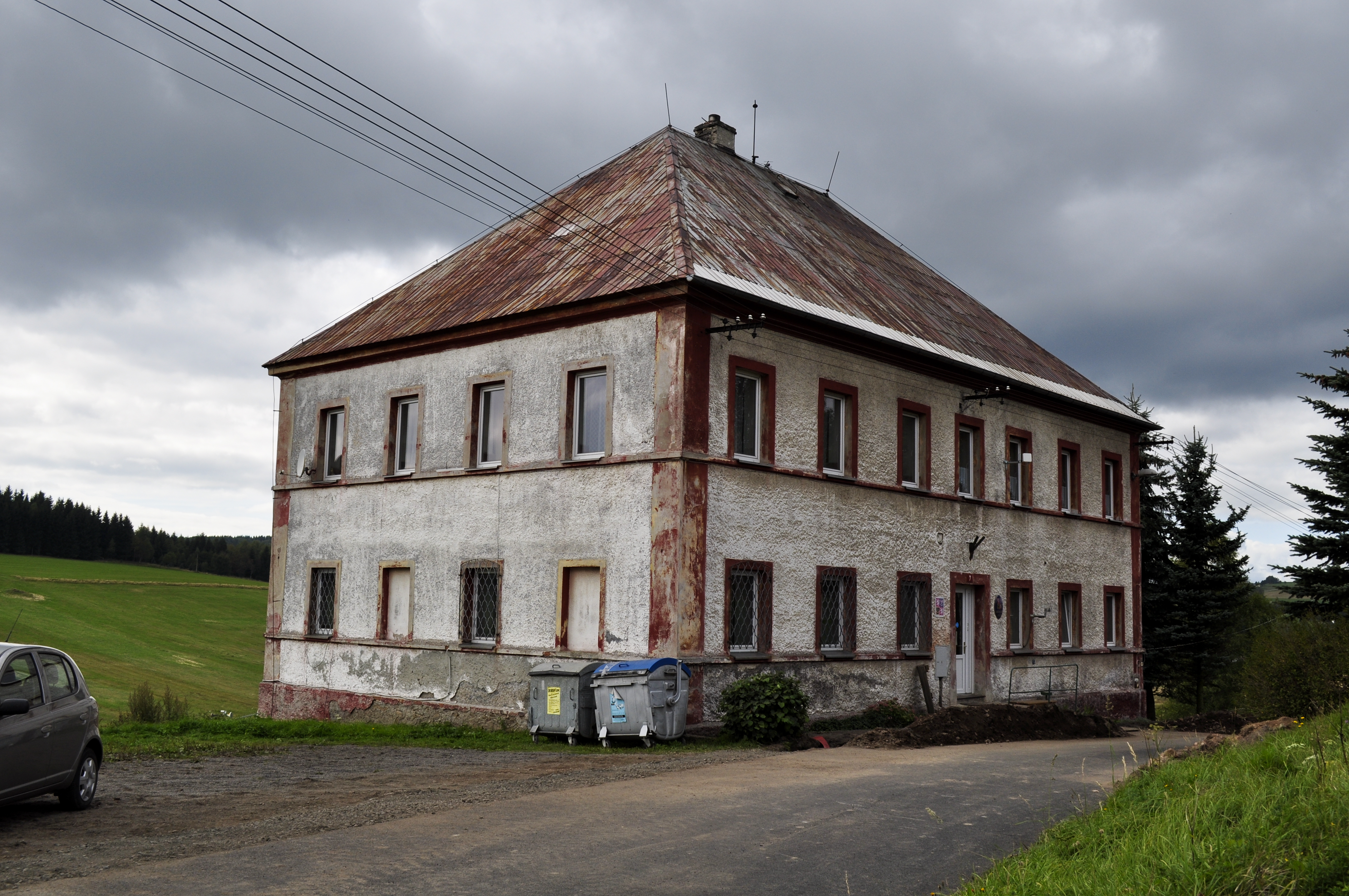
Obecní úřad v budově bývalé školy

### Správní území a místní části
Kalek je od roku 1850 samostatnou obcí. Leží v Ústeckém kraji v okrese Chomutov a patří k ORP Chomutov. Kromě samotného Kalku k obci patří Jindřichova Ves, Načetín a zaniklé vesnice Gabrielina Huť a Kienhaid.

### Zastupitelstvo a starosta
Dne 22. května 1938 se konaly volby do obecních zastupitelstev. Z rozdělených 557 hlasů v Kalku získaly 388 hlasů Sudetoněmecká strana a 169 hlasů Německá sociální demokracie.
V místních volbách se volí devět členů obecního zastupitelstva. Ve volbách do obecního zastupitelstva na funkční období 2014–2018 byla volební účast v obci 76,74 %. Šest zvolených zastupitelů bylo členy sdružení Možnost pro všechny, jeden patřil ke sdružení PRO Kalek a dva k ČSSD. Starostou se tehdy stal Jan Vítek.

## Doprava

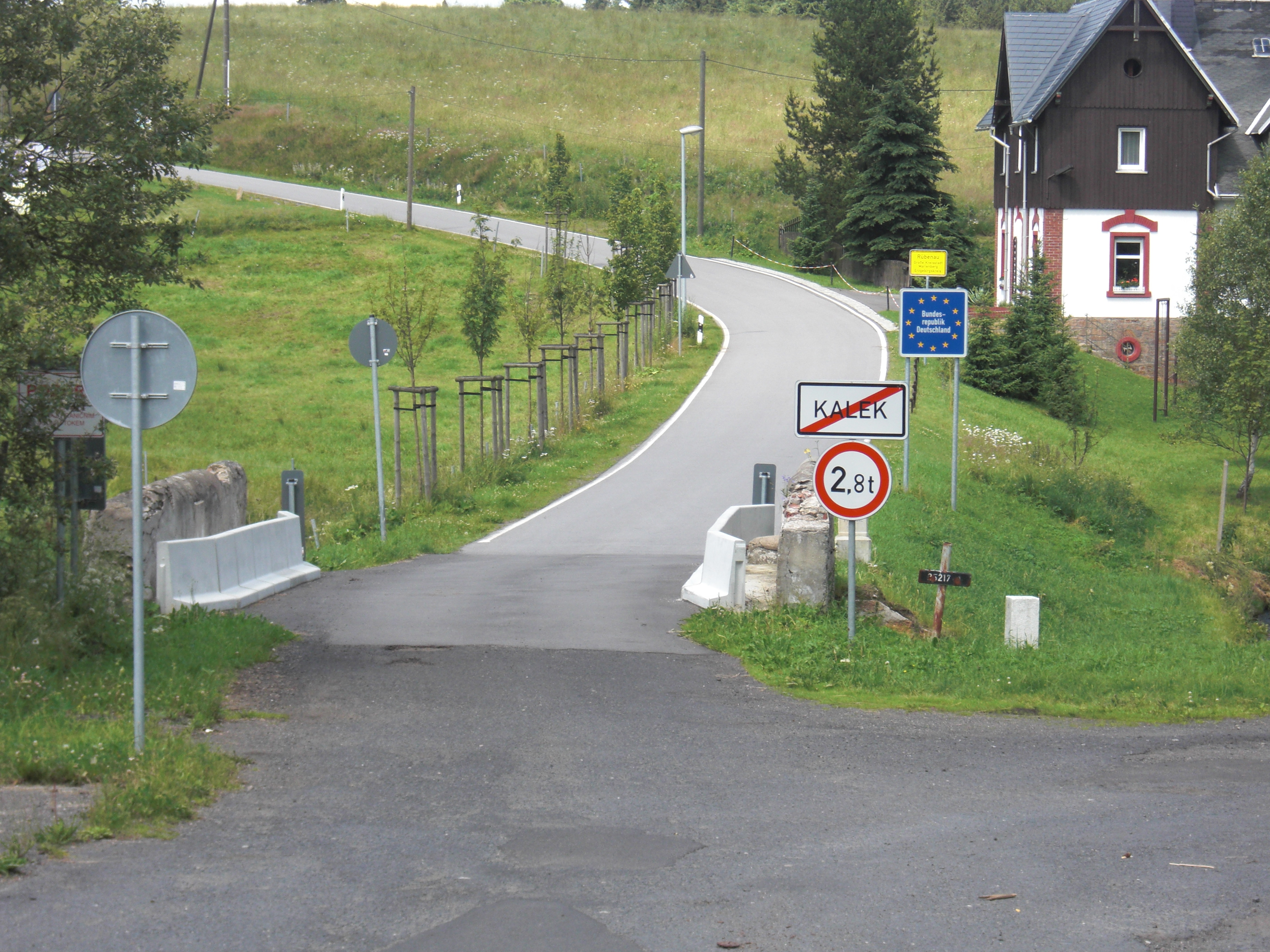
Hraniční přechod do Rübenau

Kalek stojí na křižovatce silnic třetí třídy č. 25211, která vede přes Mezihoří a Zákoutí, a č. 25215. Obě začínají v Boleboři a zatímco druhá ve vesnici končí, první pokračuje k hraničnímu přechodu u Hory Svatého Šebestiána. U jejich křižovatky se nachází zastávka autobusové linkové dopravy. Ze silnice III/25215 odbočuje silnice III/25217 ke kaleckému hraničnímu přechodu, odkud pokračuje do německého Rübenau. Nejbližší pravidelně obsluhované železniční stanice a zastávky jsou Jirkov na trati Chomutov–Jirkov a Chomutov zastávka na trati Ústí nad Labem – Chomutov. Vesnicí vede žlutě značená turistická trasa od Nového Domu na Svahovou a přes Boleboř do Jirkova a začíná zde zeleně značená trasa údolím Načetínského potoka do Gabrieliny Huti. Ve vesnici se kříží cyklotrasy č. 23 v úseku mezi vodní nádrží Přísečnice a Novou Vsí v Horách a č. 3077 z Chomutova do Kalku.

## Společnost

### Školství
Protestantská škola ve vsi údajně fungovala již v šestnáctém století. Dokud nebyly otevřeny školy v Gabrielině Huti a v Načetíně, chodily v devatenáctém století do zdejší jednotřídní školy také děti z Načetína, Jindřichovy Vsi, Gabrieliny Huti a Kienhaidy. Starou budovu nahradila v roce 1846 nová dvoutřídní, která byla v roce 1874 rozšířena o třetí třídu. Škola ve druhé polovině dvacátého století zanikla, ale v roce 1994 byla znovu na čas otevřena pro první až třetí ročník. V roce 2014 v celé obci žádné školské zařízení nebylo.

### Spolky
Ve vesnici existoval sbor dobrovolných hasičů, nemocenský a pohřební spolek, zemědělský spolek, mužský pěvecký spolek a spolek veteránů.

## Pamětihodnosti

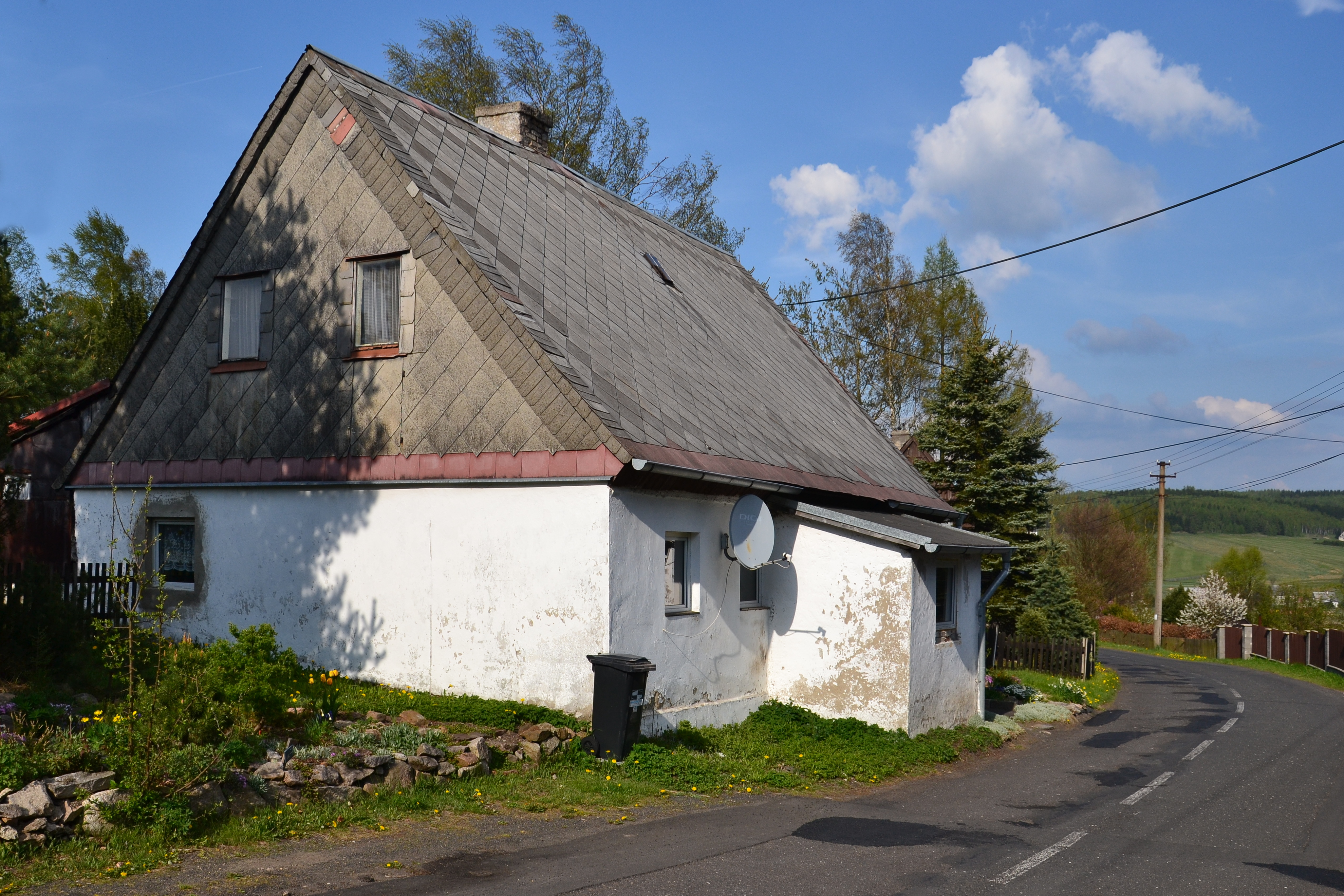
Památkově chráněný dům čp. 34

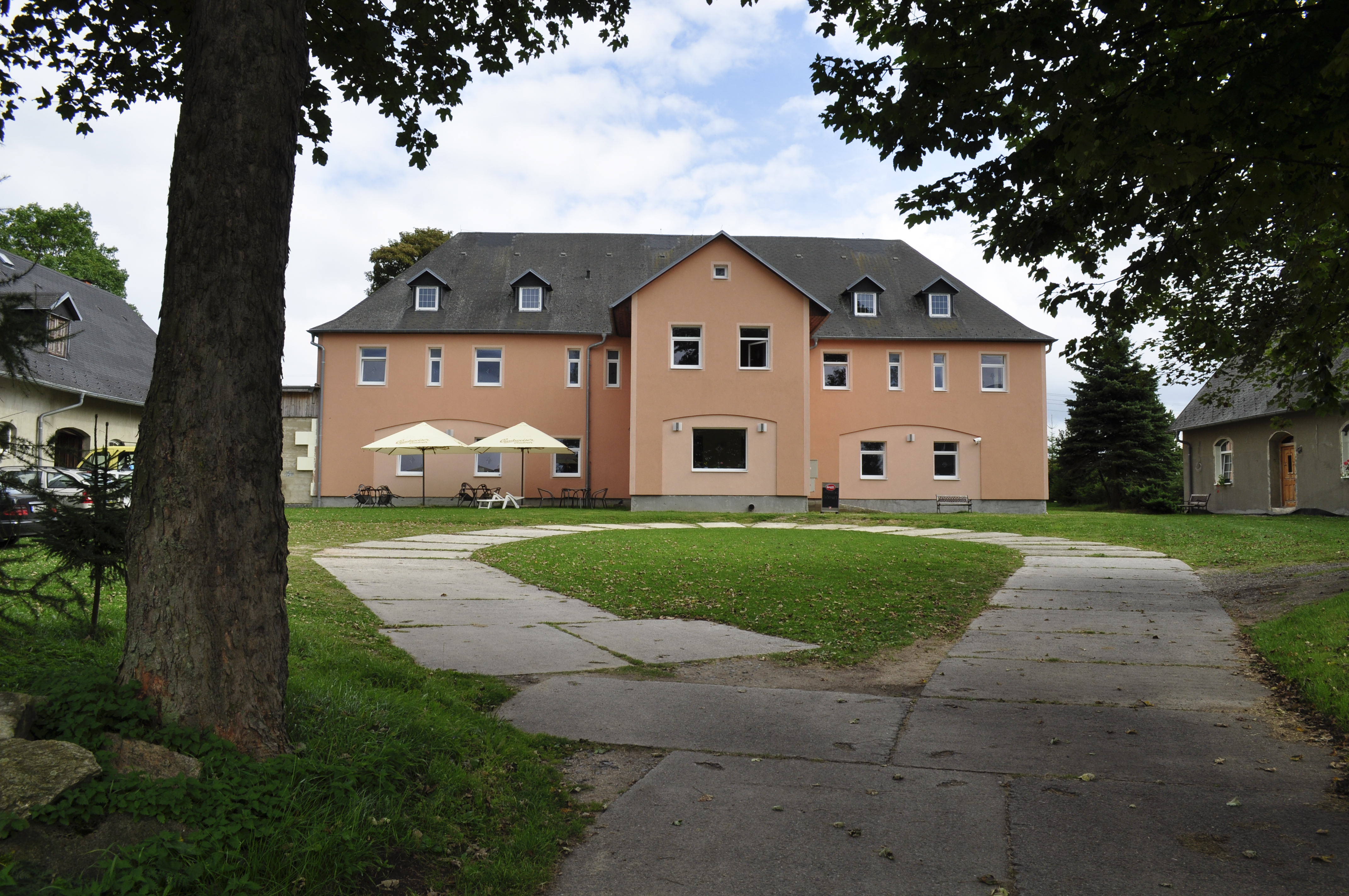
Lovecký zámeček

Nejstarší částí vesnice je řadová zástavba podél silnice do Boleboře. Domy usedlostí jsou orientovány podélně podle cesty a na opačné straně na ně navazovala krátká záhumenicová plužina. Výrobní objekty, hamry a pozdější železárny, vznikly v údolí a zejména na soutoku Bílého a Načetínského potoka. Vodu Bílého potoka přiváděl náhon od zaniklého Nového mlýna na jižním okraji vesnice. Ve druhé polovině dvacátého století byla zbořena řada domů, zejména v nejstarší části záhumenicové vesnice, kde zůstalo stát jen několik osamocených stavení. Množství domů bylo upraveno utilitárními modernizacemi. Na západním konci vesnice se dochovalo několik dělnických domků.
Nejhodnotnějším domem je klasicistní dům čp. 90 s průčelím zdobenými lizénovými rámy a drobným dřevěným zádveřím, typickým pro krušnohoroskou lidovou architekturu. Tradiční vzhled měly v roce 2007 také domy čp. 3, 11, 34 nebo 35.
Na jižním okraji vesnice stojí kostel svatého Václava postavený v barokním slohu na počátku osmnáctého století. Ve dvacátých letech devatenáctého století byl rozšířen o věž a boční přístavby. Po druhé světové válce nebyl udržován a chátral až do roku 1996, kdy začala jeho rekonstrukce. Opravena byla i ohradní zeď.
Jihovýchodně od kostela se nachází areál kaleckého zámečku založeného v osmnáctém století. Na okraji vesnice nad zámkem stojí u domu čp. 3 výklenková kaple a u silnice do Boleboře se nachází drobná kaple svaté Anny.